# Cognaçais
Le Cognaçais est une région naturelle de France située à l'ouest du département de la Charente et en limite avec la Charente-Maritime, dans la région Nouvelle-Aquitaine.

## Géographie
Le Cognaçais couvre approximativement le quart occidental du département de la Charente ; il doit son nom à la ville de Cognac. Ce pays de vignobles fait partie de la zone de production du cognac, deux des micro-pays qui le constituent, la Grande Champagne et la Petite Champagne cognaçaises sont réputés pour leur production.
Du nord au sud, on trouve les micro-pays suivants :

### Les Borderies
Partagées entre la Saintonge romane et le Cognaçais, les Borderies offrent un paysage de chênes et de châtaigniers qui tranche avec la grande champagne voisine. Ce micro-pays, centré sur la vallée de l'Antenne a pour capitale le village de Burie.

### Le Pays-Bas
Le Pays-Bas est une vaste dépression qui s'étend au nord de Cognac et Jarnac jusqu'au sud de Matha en Charente-Maritime. À la fin du Jurassique et au début du Crétacé, c'était une lagune.

### Le Rouillacais
Sa capitale est Rouillac, au nord-est de Cognac.

### La vallée de la Charente
La Charente traverse le Cognaçais d'est en ouest entre Jarnac et Cognac, en aval d'Angoulême et en amont de Saintes. Elle est bordée de châteaux.

### La Grande Champagne et la Petite Champagne
La Grande Champagne s'étend de Cognac à Jarnac, elle a pour capitale Segonzac.
La Petite Champagne, qui a pour capitale Barbezieux, forme un croissant autour de la Grande champagne et reprend le Barbezilien qui autrefois s'intégrait dans le Petit Angoumois.